# 2002 AT4
2002 AT4 – mała planetoida z grupy Amora, należąca do obiektów NEO i PHA. Została odkryta w styczniu 2002 roku. Nazwa tej planetoidy jest oznaczeniem tymczasowym, nie posiada też jeszcze oficjalnego numeru.

## Orbita
Planetoida ta krąży w średniej odległości 1,86 j.a. wokół Słońca. Orbita 2002 AT4 jest nachylona pod kątem 1,50˚ do ekliptyki, a jej mimośród wynosi 0,4469. Peryhelium orbity znajduje się 1,03 j.a, a aphelium 2,70 j.a od Słońca. Na jeden obieg Słońca planetoida ta potrzebuje 2 lat i 201 dni.

## Planowane misje
Planetoida 2002 AT4 (razem z (10302) 1989 ML) miała być celem misji sondy kosmicznej Europejskiej Agencji Kosmicznej o nazwie Don Quijote, jednak obecne plany zakładają, że sonda poleci do planetoid 2003 SM84 lub (99942) Apophis.